# Hans-Jürgen Mohr (Jurist)
Hans-Jürgen Mohr (* 17. Februar 1938 in Stettin) ist ein deutscher Jurist und ehem. Vorstandsmitglied der Bayer AG.

## Leben
Hans-Jürgen Mohr studierte Rechtswissenschaften an der Universität zu Köln und der Pariser Sorbonne.
1969 trat er in die Bayer AG in Leverkusen ein, 1979 wurde er Arbeitsdirektor der Bayer AG. Vom 1. Februar 1996 bis 28. April 2000 war er Mitglied des Vorstandes der Bayer AG, Vorstandsvorsitzender des Vorstandsausschusses „Personal“, Arbeitsdirektor und verantwortlich für die Region Europa. Er war Vorstandsmitglied des Bundesarbeitgeberverbandes Chemie e. V. (BAVC), Wiesbaden.
Bis zur Zusammenlegung der Angebote der Deutschen Stiftung für internationale Entwicklung (DSE) und der Carl-Duisberg-Gesellschaft e. V. (CDG) im Jahre 2002 zur InWEnt gGmbH war er Vorsitzender des Kuratoriums der (alten) CDG. Nunmehr ist er Mitglied des Vorstandes der Carl-Duisberg-Gesellschaft. 2000 wurde er Ehrenmitglied des Bayer-Jubilarvereins.
Er ist Mitglied der katholischen Studentenverbindung A. V. Rheinstein Köln im Cartellverband (CV).